# Simone Gold
Simone Melissa Gold (dite Simone Gold née Tizes) est médecin urgentiste, avocate, auteure et fondatrice du groupe America's Frontline Doctors (médecins américains de première ligne), un groupe de médecins présenté par la BBC comme « critiques du consensus scientifique autour de la pandémie (...) soutenu par les Tea Party Patriots, une organisation américaine conservatrice cherchant à réélire le président Trump ».
Cette organisation politique américaine de droite et sa fondatrice se sont fait connaitre en 2020-2021, en pleine pandémie de Covid-19 aux États-Unis, en diffusant de fausses informations sur la pandémie de Covid-19,,, notamment lors d'une conférence de presse faite devant le bâtiment de la Cour suprême des États-Unis (la vidéo de la conférence a été abondamment relayée sur les réseaux sociaux en juillet 2020),, au cours de laquelle Simone Gold se prononce contre les vaccins contre la Covid-19.
Le 5 janvier 2021, lors d'un rassemblement à Washington, D.C., Simone Gold encourage les participants à refuser de se faire vacciner contre le Covid-19. Le lendemain elle participe à l'assaut du Capitole par des partisans de Donald Trump. Elle parle depuis la rotonde du Capitole ; elle est ensuite arrêtée pour sa participation à l'assaut, après avoir admis qu'elle était entrée dans le bâtiment.

## Enfance
Simone Gold est née d'un père (Reuben Tizes) professeur en faculté de médecine, et d'une mère enseignante en école primaire (pour des enfants ayant des besoins spéciaux), Carol Tizes.
Elle a grandi à Long Island, dans l'État de New York.

## Carrière
Simone Gold est diplômée du City College of New York à l'âge de 19 ans, et obtient un doctorat en médecine (MD) de la Chicago Medical School en 1989.
Après une licence médicale en Californie, elle fréquente la Stanford Law School (en) et y obtient son diplôme de droit en 1993 (elle a décrit sa fréquentation de la faculté de droit comme sa « rébellion » contre son père, qui voulait que ses enfants soient médecins).
Elle est admise au barreau de New York en 1997 et effectue peu après une résidence en médecine d'urgence à la Renaissance School of Medicine de l'université de Stony Brook.
Elle dit avoir aussi travaillé pour un membre du Congrès américain (James Jeffords) en 1997, bien que l'ancien chef de cabinet de Jeffords ne se souvienne pas d'elle.
Elle dit aussi avoir en 2009 travaillé comme assistante de l'ambassadeur d'Israël aux États-Unis Michael Oren qui est accrédité par écrit, mais il ne se souvient pas d'elle.

## Activisme et controverses

### Lettre ouverte à Donald Trump
En mai 2020, Simone Gold publie une lettre ouverte au président de l'époque, Donald Trump, concernant les blocages du Covid-19, co-signée par plus de 600 médecins avec Gold comme signataire principal,.
Elle y exhorte le président Trump à mettre fin au confinement (lockdown) du pays, qualifiant ce confinement de "mass casualty incident (c'est-à-dire un « incident faisant un grand nombre de victimes », avec — selon Simone Gold — les enjeux suivants : des patients n'ayant plus accès aux soins médicaux, une augmentation de la toxicomanie et une plus grande instabilité financière du pays.

### Vidéo du groupeMédecins de première ligne aux États-Unis
En juillet 2020, sur les marches devant la Cour suprême des États-Unis, Simone Gold et son groupe (America's Frontline Doctors) tiennent une conférence de presse qu'ils intitulent « Sommet des blouses blanches ». Les prises de paroles y sont organisées par Simone Gold en collaboration avec les Tea Party Patriots (en) (organisation politique américaine de droite).
Les assertions du groupe sont filmées et diffusées en direct par Breitbart News,.
La vidéo (45 minutes) montre Simone Gold et ses collègues faisant la promotion de l'hydroxychloroquine, à la fois en usage préventif et comme remède contre la Covid-19, malgré les preuves qu'elle est inefficace en tant que traitement Covid-19 et peut présenter des risques comme l'avait déjà annoncé l'OMS selon laquelle « il n'y a actuellement aucune preuve » que l'hydroxychloroquine SOIT efficace comme traitement préventif ou curatif contre ce virus. 

Des membres du groupe se prononcent aussi contre le port de masques pour empêcher la propagation du COVID-19 ; on y entend notamment que « Le virus a un remède, il s'appelle hydroxychloroquine, zinc et Zithromax » (;..) « Vous n'avez pas besoin de masques. Il existe un remède. Je sais qu'ils ne veulent pas ouvrir d'écoles. Non, vous n'avez pas besoin que les gens soient enfermés. Il y a de la prévention et il y a un remède (...) ». Dans le groupe figurait la controversée Stella Immanuel,,, et la BBC note que « Ralph Norman, membre républicain de la Chambre des représentants, décrit comme fidèle allié de Trump, se tenait aux côtés des médecins lorsqu'ils ont prononcé leur conférence de presse » (Norman qui s'est fait remarquer en 2021 en refusant de porter le masque au Congrès, ce qui lui a valu une amende de 500 $, qui ne l'a pas empêché — avec deux autres élus républicains — de poursuivre la présidente Nancy Pelosi pour cet incident ; Norman a contracté la Covid-19 le 5 août 2021).
La vidéo est basculée par sur Facebook, Twitter et YouTube par Breitbart News, où, après avoir été retweetée par la famille Trump, elle devient virale.
Il faut attendre qu'elle ait été partagée près de 600 000 fois, que le hashtag #hydroxychloroquine ait été retweeté plus de 153 000 fois (en faisant l'une des principales tendances de Twitter aux États-Unis) et que le nombre de vue atteigne plus de 14 millions de vues… avant que Facebook, Twitter et YouTube la retire, pour infraction aux règles relatives à la propagation de la désinformation à la suite du scandale Facebook-Cambridge Analytica/AggregateIQ,,. Après ce retrait, plusieurs versions de la vidéo continuent néanmoins à circuler et à être largement partagées sur les réseaux sociaux.
Gold est licenciée des hôpitaux où elle travaillait comme médecin urgentiste à la suite de ses prises de positions relayées par la vidéo.

### Activisme contre le vaccin anti-Covid 19
La veille de la distribution du vaccin Covid-19 de Pfizer, Simone Gold s'est exprimée devant le siège des Centers for Disease Control and Prevention à Atlanta, qualifiant à plusieurs reprises le vaccin d'« expérimental » et critiquant sa diffusion.
Cette prise de position suscite des critiques de médecins et de chercheurs. Peter Hotez, un chercheur en vaccinologie au Baylor College of Medicine affirme qu'aucun vrai(?) médecin de première ligne ne s'oppose à ce simili-vaccin, seul le mouvement antivax health freedom, lié à l'extrémisme de droite s'y oppose.
Simone Gold parle à nouveau des vaccins contre la Covid-19 au « Stand » (un évènement qui se décrit lui-même comme une série de « services de guérison de masse et de miracles en plein air ».
Dans un discours, elle y fait aussi fait l'éloge de l'hydroxychloroquine, et continue à propager des affirmations infondées sur les dangers des vaccins COVID-19,.
Simone Gold voit son compte Facebook bloqué pour avoir enfreint les normes de la plateforme, mais ses discours sur la vaccination anti-Covid 19 sont alors relayés sur d'autres plate-formes hébergeant des réseaux sociaux dont Rumble (qui n'affiche pas de politique de vérification et de lutte contre la désinformation). Des vidéos la montrent en train de dire au public de ne pas se faire vacciner contre le Covid-19 et louant l'hydroxychloroquine comme traitement alors qu'un nombre croissant d'études montrent déjà que cette molécule n'a pas d'efficacité contre l'infection. Elle y allégue aussi que le gouvernement des États-Unis a testé des vaccins sur des Noirs pour évaluer leur sécurité.
Le 14 février 2021, plus d'un mois après avoir participé à la prise d'assaut du Capitole, Simone Gold prend la parole à l'église Awaken de San Marcos, en Californie, décourageant les membres de la congrégation de se faire vacciner contre le COVID-19.

### Participation à l'attentat du Capitole en 2021 et mise en accusation
Le 5 janvier 2021, Simone Gold prend la parole à Washington DC devant une foule de personnes rassemblées pour le rassemblement Stop the Steal du lendemain. Elle critique les vaccins contre la COVID-19, affirmant que le virus de la COVID-19 n'est pas mortel, et fait d'autres allégations infondées sur les vaccins. Elle déclare à son auditoire, constitué de partisans de D Trump : « Si vous ne voulez pas prendre un agent biologique expérimental trompeusement appelé vaccin, vous ne devez pas vous laisser contraindre !
Elle devait prendre la parole le lendemain à un rassemblement pour la liberté de la santé, mais ce rassemblement est annulé avant qu'elle ne puisse prononcer son discours.
Elle rejoint ensuite la foule et entre illégalement dans le bâtiment du Capitole, avec John Strand (directeur de la communication du groupe 'Médecins de première ligne de l'Amérique'. Gold et Strand ont été filmés « au milieu d'une foule qui tentait de pousser les forces de l'ordre pour pénétrer à l'intérieur ».
Elle a ensuite prononcé le discours qu'elle avait prévu de prononcer, mais cette fois lors du rassemblement dans le bâtiment du Capitole où elle dit avoir passé environ 20 minutes. Simone Gold et J. Strand ont été identifiés par le FBI, dont à partir d'images diffusées sur les réseaux sociaux. Simone Gold a été arrêtée à son domicile de Beverly Hills, en Californie, le 18 janvier, pour cinq chefs d'accusation (dont entrée dans un bâtiment à accès restreint),,. Gold a affirmé qu'elle ne savait pas que c'était illégal et qu'elle n'avait été témoin d'aucune violence, affirmant que « là où j'étais, c'était incroyablement paisible ». Elle a dit regretté d'avoir été là au motif que la controverse pourrait nuire à son travail avec America's Frontline Doctors. En avril 2021, Gold a déclaré à Ted Nugent dans une interview que « 20 agents du FBI » étaient venus l'arrêter et qu'elle avait été placée sur une liste d'interdiction de vol.

### Procès contre la vaccination des enfants
Le 21 mai 2021, Gold et America's Frontline Doctors ont poursuivi le département américain de la Santé et des Services sociaux pour empêcher que les enfants puissent recevoir des vaccins contre le COVID-19.
Le dossier (80 pages) déposé auprès du tribunal de district des États-Unis pour le district nord de l'Alabama, qualifie les vaccins d'« injections expérimentales » et affirme que la Covid-19 chez l'enfant présente un « risque zéro » de décès. Simone Gold a déclaré : « Nous, les médecins, sommes pro-vaccins, mais ceci n'est pas un vaccin. Il s'agit d'un agent biologique expérimental dont les méfaits sont bien documentés (bien que supprimés et censurés) et qui se développent rapidement, et nous ne soutiendrons pas l'utilisation des enfants américains comme cobayes ».

### Autres évènements
Simone Gold a été conférencière à l'« AMPFest », un évènement pro-Trump organisé par le groupe American Priority à Miami en octobre 2020.
Elle a pris la parole lors d'un évènement pour les donateurs du Council for National Policy, un groupe chrétien de droite, en novembre 2020.
En décembre 2020, elle participe à un sommet organisé par Turning Point USA, l'organisation créée par Charlie Kirk (activiste politique) pour soutenir et amplifier les mouvements conservateurs sur les campus des universités et lycées du pays.
En avril 2021, Simone Gold apparait à la « Conférence sur la santé et la liberté » à Rhema Bible Church à Broken Arrow, Oklahoma, avec des conférenciers dont l'acteur Jim Caviezel, le PDG de My Pillow Mike Lindell et l'avocat L. Lin Wood. Gold et America's Frontline Doctors ont organisé une tournée en camping-car à travers les États-Unis en mai 2021, appelée Uncensored Truth Tour. Au cours de la tournée, Simone Gold a organisé un évènement à l'église Legacy à Albuquerque, au Nouveau-Mexique, qui a attiré des centaines d'invités.
En 2022, à la suite du déchirement de l'organisation America's Frontline Doctors entre le conseil d'administration et sa fondatrice. Simone Gold aurait détourné des fonds de l'organisation issu de donation pour un montant de 10 millions de dollars. Une grande partie de la controverse a porté sur l'achat par l'America's Frontline Doctors  d'un manoir de 3,6 millions de dollars à Naples, en Floride, où Gold vit. D'autres dépenses ont été révélé comme l'achat de 100 000 $ pour un seul voyage en jet privé, ainsi que 50 000 $ par mois pour les dépenses personnelles de Simone Gold,.

## Réactions de la communauté médicale
Simone Gold est critiquée pour avoir contribué à la fabrique du déni, en diffusant largement ses opinions personnelles sur la non-dangerosité de la pandémie de Covid-19 et sur une supposée dangerosité des vaccins.
Jeffrey Koplan, épidémiologiste, vice-président de la santé mondiale à l'Université Emory et ancien directeur des Centers for Disease Control and Prevention, a déclaré : « Elle et son organisation font preuve d'une ignorance volontaire de la science et de la méthode scientifique, ainsi que d'un manque de respect pour les institutions scientifiques accomplies et les scientifiques de haut-niveau ».
Le directeur de la Pandemic Resource and Response Initiative de l'université Columbia, Irwin Redlener, a qualifié Simone Gold de « fournisseur toxique de désinformation, contribuant désormais activement à la rhétorique extrémiste de droite qui continue d'alimenter les gens déterminés à s'accrocher aux mensonges les plus flagrants de Donald Trump ».

## Vie privée
Simone Gold était mariée à l'homme d'affaires Larry Gold avec lequel elle a eu deux enfants. Le couple était actif dans la communauté juive de Los Angeles (ils ont fait don de milliers de dollars à l'école privée juive de leurs enfants, où elle était membre de l'association parents-enseignants).
En 2010, elle divorce, mais continue à se faire appeler Gold.
La majeure partie de sa vie, Simone Gold n'a pas été impliquée dans la politique. En 2011, elle semble devenir plus militante en faisant un don à la campagne de Raul Ruiz un démocrate californien. Puis en 2019, elle fait un don de 1 000 $ à la campagne de Susan Collins, une républicaine du Maine.

## Publications
En 2020, Simone Gold a écrit I Do Not Consent: My Fight Against Medical Cancel Culture, en détaillant ses expériences avec les patients Covid-19 et partageant ses opinions sur la pandémie.